# Herren von Gera

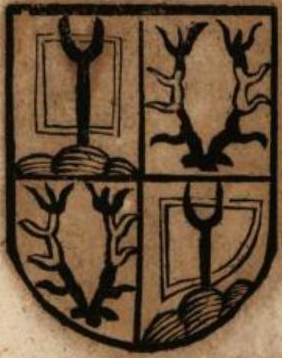
Herren von Gera

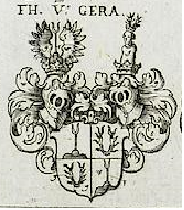
Freiherren von Gera

Herren von Gera, Edle von Robin, Stiftsvögte von Quedlinburg, nennt sie Julius Alberti und beginnt im Jahr 1104 mit Ritter Luvo (Luph) de Gera, dem Abgesandten des Gwichertus.

## Geschichte
1121/1122 tritt ein Luf als Zeuge des Bischofs Dietrich von Naumburg in den Urkunden zum Kloster Bosau und der Kirche zu Plauen auf.
1125 ist Lupho (Luph) von Gera Zeuge des Erzbischofs Adelbert von Mainz in einer Urkunde, die Bestätigung des Klosters St. Peter zu Saalfeld betreffend.
Die Jahre 1147 bis 1149 betreffend, zeugt ein Sibert von Gehra für die Aebtissin Beatrix von Quedlinburg (Schultes, dir. dipl., II Seite 75).
Alberti geht davon aus, dass es sich bei vorgenanntem Sibert (Sigibertus) um denselben handelt, der 1146 in einer Urkunde des Bischofs Udo zu Naumburg betreffs des Zehnten im Gau Gera und 1152 in einer Urkunde des Bischofs Wichmann daselbst als Sigibertus (Sibertus) von Robin (Roben bei Gera) vorkommt.
Noch im 12. Jh. wurde am westlichen Elsterufer außerhalb der Stadt Gera eine zweite Burg (Spornlage auf Plateau des Hainsberges, von drei Seiten natürlich geschützt und 44 m über dem Ufer der Weißen Elster) errichtet, deren Erbauer möglicherw. die Edlen von Gera waren. Seit ca. 1180 diente die Burg dann den Heinrichingern als Residenz.
Die genannten Edlen (Edelfreien) von Gera stehen in keinem ersichtlichen verwandtschaftlichen Verhältnis zu den reichsministerialen Vögten von Weida (Heinrichinger), die wohl gegen Ende des 12. Jh.s mit der Stiftsvogtei zu Gera belehnt wurden.
1204 erscheint ein Thuto von Gera nebst seiner Frau Hazcha. Er schenkt in demselben Jahr den Augustiner-Chorherren des Bergerklosters zu Altenburg (Diözese Naumburg) 3 Hufen zu Kotteritz 5/8 Std. OSO von Altenburg am westlichen Pleisse-Ufer.
Georg Khoss, gibt die Burg Nordhalben als ostfränkischen Sitz der Herren von Gera an. Sie sichert im 14. Jahrhundert die wichtige Handelsstraße von Nürnberg nach Erfurt und Leipzig und ist zunächst gleichzeitig, später abwechselnd, im Besitz des Bistums Bamberg und der Vögte von Gera. Später gehört die Burg den beiden herrschaftlichen Anliegern je zur Hälfte. (Anm.: Auch hier treffen wir wieder beide, nicht ersichtlich verwandten Geschlechter der „Herren von Gera“ und der „Vögte von Gera“ an.)
Peter von Gera oder Geraw, der älteste Herr von Gera, wanderte laut Gabriel Bucelinus 1471 mit seinem Sohn Georg als erster nach Kärnten aus. (Gabriel Bucelinus 1672 in seinem „Fragmentum Stemmatographicum“.)
Peters zweiter Sohn Joannes de Gera, verheiratet mit Margarita, Tochter des Georg Scödels und der Margarita von Edling, wanderte offenbar nicht mit aus. Die Erforschung seiner Linie ist noch ausstehend.
Freiherr Hoheneck setzt das Datum der Auswanderung auf 1371 und verweist auf die im selben Jahr erfolgte Übernahme der Burg Straßfried. Die Burg Straßfried befand sich bis 1441 im Besitz des Bistums Bamberg und diente wohl Georg de Gera, der als Präfekt des Bistums Bamberg nach Kärnten entsandt wurde, als Amts- und Wohnsitz.
 Johann Evangelist Kirnbauer von Erzstätt berichtet in Siebmachers großem und allgemeinem Wappenbuch 1909 davon, dass Georg v. Gera im Jahr 1402 Schloss und Herrschaft Strassfried besaß und fürstlich bambergischer Hauptmann zu Wolfsberg in Kärnten war.
1570 Wilhelm Herr von Gera macht am 30. Juni die Aufstellung des Einkommens der Herrschaft Arnfels. Als Grundlage für das neue Urbar im Auftrage Erzherzog Karls gefertigt und gesiegelt Mell-Thiel. Wilhelm und sein Bruder Erasmus helfen dem Kaiser Ferdinand I. immer wieder in Geldnöten aus.
Obristleutnant Erasmus Freiherr von Gera auf Arnfels [1588 Arnfels-14.9.1657 Steyr], ein protestantischer Adliger aus Oberösterreich, wurde am 20.3.1621 auf Befehl von Adam Graf Herberstorff verhaftet und auf das Linzer Schloss gebracht. Schon im Herbst war er bei der Liga (Liga: Die Liga war das Bündnis katholischer Reichsstände vom 10.7.1609 zur Verteidigung des Landfriedens und der katholischen Religion, 1619 neu formiert, maßgeblich unter Führung Maximilians I. von Bayern zusammen mit spanischen und österreichischen Habsburgern an der Phase des Dreißigjährigen Krieges bis zum Prager Frieden (1635) beteiligt, danach erfolgte formell die Auflösung. Das bayerische Heer wurde Teil der Reichsarmada. Zur Liga-Politik vgl. KAISER, Politik, S. 152ff.)
und wahrscheinlich zum katholischen Glauben übergetreten. Im November 1621 war er Rittmeister im allgemein als schwierig geltenden Kavallerieregiment Herberstorff und lag mit seiner Kompanie in Obrigheim. 1623 lag er als Hauptmann noch in Oberösterreich.
Er wurde später zum Obristleutnant im Kavallerieregiment Herberstorff befördert, als der „Kurfürstlichen Durchlaucht in Bayern bestellter Obrister“, und war seit dem 7. Januar 1624 mit Anna Benigna von Pappenheim, der Stieftochter Herberstorffs, verheiratet.

## Besitzungen
- Ansitze in Österreich sind Arnfels, Devin, Eschelberg, Lichtenhaag Stamaried, Schöndorf etc.[5]
- 1425~ die Herrn von Gera besitzen die Burg Devín (SK) als Lehen
- 1501 Raimund Herr von Gera, erbt vom Oheim seiner Gemahlin, Johann von Lembach, Dürnkant und Drösing.
- 1572 Franz Herr von Gera kauft den Schüttkasten Klement von Barbara von Ruckendorfer
- 1575 Wilhelm Herr von Gera kauft am 29. Dezember die Herrschaft Arnfels[10] von Erzherzog Karl., Graz, Urbar
- 1578 Franz von Gera zu Straßfried[11]
- 1582 Wilhelm Herr von Gera kauft am 19. September vom Stift St. Paul im Lavanttal Amt Remschnigg mit den Ämtern Kappel und St. Georgen. Fundstelle: Urbar Cop. Ppr. 00. Landesarchiv Linz, Herrschaft Eferding
- 1584 Hans Christoph Herr von Gera, der Inhaber der Herrschaft Freistadt
- 1591 Johann Christoph Herr von Gera kauft das Burgschloss Eschelberg. Die Herren von Gera haben den Besitz als Passauer Lehen von der Familie von Traun erworben.
- 1594 Franz Herr von Gera, Besitzer von Michelstetten
- 1603 Hans Christoff Herr von Gera auf Arnfels zu Eschlberg und Waxenberg, Pfandherr der Herrschaft Freystadt
- 1647 Erasmus II. Herr von Gera muss als protestantischer Wortführer an Konrad Balthasar von Starhemberg das Burgschloss Eschelberg und die zugehörige Herrschaft verkaufen.

## Standeserhebungen
- 5.12.1589, Rudolf II. von Habsburg, Bestätigung des Freiherrenstandes für Wilhelm, Georg, Franz, Karl, Johann Christoph, Raimund und Alexander (Brüder und Vettern) Herren von Gera mit „Edle Herren von Gera“[12]
- Johan Veit von Gera auf Arnfels, Grafenstand am 3. September 1666[13]
  - Anm.: Laut Siebmacher erhielt J.V.v.G. nicht den Grafentitel, sondern es wurde ihm am genannten Datum der Titel „Hoch- und Wohlgeboren“ zuerkannt.[14]
- Hans Veit von Gera, Truchseß Kayser Ferdinands III., 2. August 1648[15][16]

## Persönlichkeiten
- Erasmus I. von Gera (1520–1567). In kaiserlichen Diensten stieg er zum Präsidenten der Hofkammer und zum kaiserlichen Geheimen Rat auf, fungierte für den Kaiser als Geldgeber und konnte die Besitzungen der Familie wesentlich erweitern.
- Hans Christoph von Gera zu Arnfels, Wäxenberg und Eschelberg, Pfand-Inhaber der Kayserl. Herrschaft Freystatt, wohin er sich sambt allen denen seinen 1604 von Arnfels, wo er vorhin gewohnet, gezogen hat, ward 1608 in diesem Erz-Hertzogthumb Oesterreich ob der Enns Verordneter des Löblichen Herrenstandes
- Obristleutnant Erasmus II. Freiherr von Gera auf Arnfels (Bezirk Leibnitz) Eschlberg Liechtenhaag und Waxnberg, * 1588, vierter und letzter Sohn des Johann Christoph von Gera (1609 gestorben) und der Esther von Stubenberg, verheiratet seit 7. Januar 1624 mit Anna Benigna von Pappenheim, Kämmerer (Finanzminister) von Kaiser Ferdinand III., † 14. September 1657, begraben in der Stadtpfarrkirche Steyr[17]
- Herr Balthasar von Gera, Sohn des Andreas von Gera und der Magdalena von Wixenstain, „ist in der Anno 1527 vorbeygegangenen Eroberung Rom unter dem Hertzogen von Bourbon geblieben.“[11]

## Genealogische Nachrichten
- Der eingangs genannte Luvo, Ritter des Gwichertus (Wiprecht von Groitzsch), tritt ab 1121 wiederkehrend in Urkunden Bischof Udo I. von Naumburg als Zeuge auf. In der Urkunde vom 13. Februar 1133 anlässlich der Gründung des Mönchsklosters Bürgel, wird Luf (ständige Schreibweise in den bischöflichen Urkunden) als Bruder des Ropertus de Ka(m)burg in der Zeugenliste geführt. Am 28. Februar 1135 tritt er dann selbst als Luf de Kambergk in einer Urkunde betr. des Neuwerkklosters zu Halle unter den zeugenden Laienbrüdern auf.
- Genealogie des in Kärnten erblühten Zweiges der Herren von Gera; von seiner Ankunft im Jahre 1371 bis ca. 1750

„Die Löbliche Herren Herren Stände deß Ertz-Hertzogthumb Oesterreich ob der Ennß“, Johann Georg Adam von Hoheneck, Mangold 1727
- Des Heil. Röm. Reichs Genealogisch-Historisches Adels-Lexicon : Darinnen Die heut zu Tage florirende älteste und ansehnlichste Adeliche, Freyherrliche und Gräfliche Familien nach ihrem Alterthum und Ursprunge ... vorgestellet werden Verfasser Johann Friedrich Gauhe, Erschienen Leipzig : Gleditsch, 1719
- De Gentivm Aliqvot Migrationibvs, Sedibvs Fixis, Reliqviis, linguarumque initiis & immutationibus ac dialectis Libri XII ( 1600 ) Lazius, Wolfgang
- Monatsblatt des Heraldisch-Genealogischen Vereines „Adler“., Band 4
- Familie der Elisabeth Herrin von Gera-Arnfels, oo 1558 in der Steiermark, mit Wolfgang Freiherr von Saurau-Ligist. Kind(er): Karl Saurau Graf von 1585-1648
- „Gerasches Gedächtnisbuch“, Esther von Gera, Notizen für die Jahre 1597 bis Juli 1611, Der Band in Kleinquart 19,7 × 16,2 cm (Linz, Oberösterreichisches Landesarchiv, Landschaftsarchiv, Hs. 523) trägt keinen originären Titel und wird als „Gerasches Gedächtnisbuch“ in der wissenschaftlichen Literatur bezeichnet. Die Eintragungen E.s finden sich folio 2r-27v, 82r; fortgesetzt wurden die Eintragungen von ihrer Enkelin Maria Susanna Weiß (†1663), Tochter des Erasmus II. und der Benigna von Pappenheim, folio 27r-32r, für die Jahre 1628/1647-1653 (ed. Scheutz/Tersch, 122-143; 180-186).
  - S. 11 bis 22 und S. 30 bis 43
  - Monika Klepp Zur Geschichte von Schloss Eschelberg Die Adelsfamilie Gera im Lichte von Zeitdokumenten
- Johann Veit v. Gera, * 1628 Arnfels, † 27. Juni 1703 Engelszell, Genealogie
- Maria Barbara v. Gera, Father Johann Veit v. Gera, Mother Freiin Eleonora Isabelle Kazian
- 1742 Johann Maximilian von Gera, Präsident der oö. Verordneten, stirbt als der letzte im Mannesspross seines Geschlechts.

## Wappen
Geviert. 1 und 4 Stammwappen: In silber auf schwarzem Dreiberge eine rote Feuergabel, Zinken aufwärts. 2 und 3 in Silber ein von Schwarz, Gold und Schwarz zweimal geteiltes Hirschgeweih. Zwei gekrönte Helme: 1. Stammkleinod mit offenem silbernem Flug, dazwischen die Feuergabel. Decken rot/silbern. 2. Gestümmelte schwarz bekleidete gekrönte Jungfrau mit silbernem Kragen. Die Krone mit dem Hirschgeweih besteckt. Decken schwarz/golden.
Die zweizinkige Gabel im Wappen nehmen die Herrn von Gera aus ihrer alten Heimat mit. Dabei handelt es sich um eine so genannte Forke oder Schlackengabel des Hüttenmannstandes, wie sie sich auch im Wappen der sächsischen Grafen von Schwarzburg findet.
„Die Hirschgeweihe nebst dem 2ten Helm, wären ein von der Familie Scoedel in Kärnthen geführtes, und bey Gelegenheit der Verheyratung von Johannis von Gera mit Margaretha, Georg Scoedels Tochter, angenommenes Wappen. Steyermärkisch.“